# Гвінейниця австралійська
Гвінейниця австралійська (Microeca fascinans) — вид горобцеподібних птахів родини тоутоваєвих (Petroicidae). Мешкає в Австралії та Нової Гвінеї.

## Опис
Довжина птаха (включно з хвостом) становить 12-14 см, вага 14-18 г. Верхня частина тіла коричнювата, нижня- світло-сіра. Хвіст чорний або темно-коричневий, з білим кінцем. Дзьоб короткий, пристосований для полювання на комах. Між дзьобом і очима є чорні смужки. Ноги чорні.
Номінативний підвид M. f. fascinans має світло-сірі груди і білий живіт, його спина сіро-коричнева, крила темно-коричневі з білими краями. Підвид M. f. assimilis досить схожий, однак має темніше забарвлення, його груди і живіт сірі. Підвид M. f. pallida має невеликі розміри- до 13 см. Забарвлення птахів підвиду M. f. pallida помітно блідіше, ніж в інших підвидів, піщано-коричневе.

## Поширення і екологія
Австралійські гвінейниці мешкають по всій території Австралії (за винятком Тасманії), а підвид M. f. zimmeri- ще й на південному сході Нової Гвінеї. Цей вид птахів мешкає на відкритих і напіввідкритих територіях, таких як чагарники, зарості біля річок, а також в парках і садах. Австралійська гвінейниця уникає людських поселень.

## Підвиди
Виділяють чотири підвиди австралійської гвінейниці:
- M. f. zimmeri Mayr & Rand, 1935 (південний схід Нової Гвінеї);
- M. f. pallida De Vis, 1885 (північна Австралія);
- M. f. fascinans (Latham, 1802) (східна і південно-східна Австраляї);
- M. f. assimilis Gould, 1841 (центральна, південна і південно-західна Австралія).

## Раціон
Австралійська гвінейниця харчується комахами, яких вона шукає на землі або ловить в польоті.

## Розмноження
Сезон розмноження триває з вересня по листопад. Австралійські гвінейниці будують невелике гніздо з сухої трави і листя, яке скріплюють павутинням. В кладці 2 яйця, інкубація триває 16-18 днів.